# 米高·阿齊拉
米高·阿齊拉（英語：Micheal Azira，1987年8月22日—）是一名烏干達職業足球運動員。

## 外部連結
- 米高·阿齊拉在美國職業足球大聯盟
- USL Pro profile